# Monastère du Bon-Pasteur de Montréal
Le Monastère du Bon Pasteur est un lieu multifonctionnel montréalais. Il inclut des bureaux, une résidence pour personnes âgées, des appartements privés et un lieu culturel important : la Chapelle historique du Bon-Pasteur, au 100, rue Sherbrooke Est à Montréal dans le quartier Sainte-Marie.
Le Monastère du Bon-Pasteur a été classé monument historique par le gouvernement du Québec le 11 juillet 1979,.

## Histoire
La construction s'échelonne de 1846 à 1903. La chapelle publique, conçue en 1878 par l'architecte Victor Bourgeau, se distingue par sa position au centre de l'édifice. Des éléments architecturaux néoclassiques sont ajoutés par l'architecte John Ostell et le jésuite Félix Martin. Une nouvelle aile est annexée en 1884 pour y inclure une école de métiers. Cette aile est a allongé de nouveau vers la rue Sherbrooke en 1893. Un presbytère est construit en 1896 à l'angle des rues Sherbrooke et Cadieux (actuellement De Bullion). Entre 1888 et 1903, une buanderie, des ateliers et des dépendances sont érigés derrière le monastère. Ces bâtiments permettent de fermer la cour intérieure. 
Le bâtiment est géré par l’ordre des Sœurs du Bon Pasteur et comprend un noviciat, une pension de famille pour les pauvres et les orphelines, ainsi qu’une autre section pour les jeunes délinquantes. À partir des années 1970 le bâtiment est délaissé et il faut attendre jusqu'en 1987 pour qu'une restauration ait lieu.

## Chapelle historique du Bon-Pasteur
Le  centre culturel est situé dans la vieille chapelle. La Chapelle, qui peut accueillir 160 personnes pour un concert, est gérée par le service culturel de la Ville de Montréal et associée au réseau des maisons de la culture de Montréal.
Restaurée en 1987, la Chapelle historique du Bon-Pasteur est aujourd’hui l'une des meilleures salles de concert vouée à la musique de chambre à Montréal. Son excellente acoustique et son architecture empreinte d'histoire participent à en faire des salles de récital et de musique de chambre les plus prestigieuses de Montréal. La Chapelle historique du Bon-Pasteur possède un magnifique piano Fazioli réputé pour la clarté et la richesse de sa sonorité et un clavecin Kirckman (1772), un instrument historique d’une grande valeur musicale.
Chaque saison, la Chapelle présente des concerts de musique classique, contemporaine ou de jazz. On y propose des concerts, des auditions publiques, des ateliers d’interprétation ainsi que des conférences données par des musicologues de renom. La Chapelle historique du Bon-Pasteur dispose aussi d’un espace voué aux expositions d’arts visuels.

## Incendie du 25 mai 2023

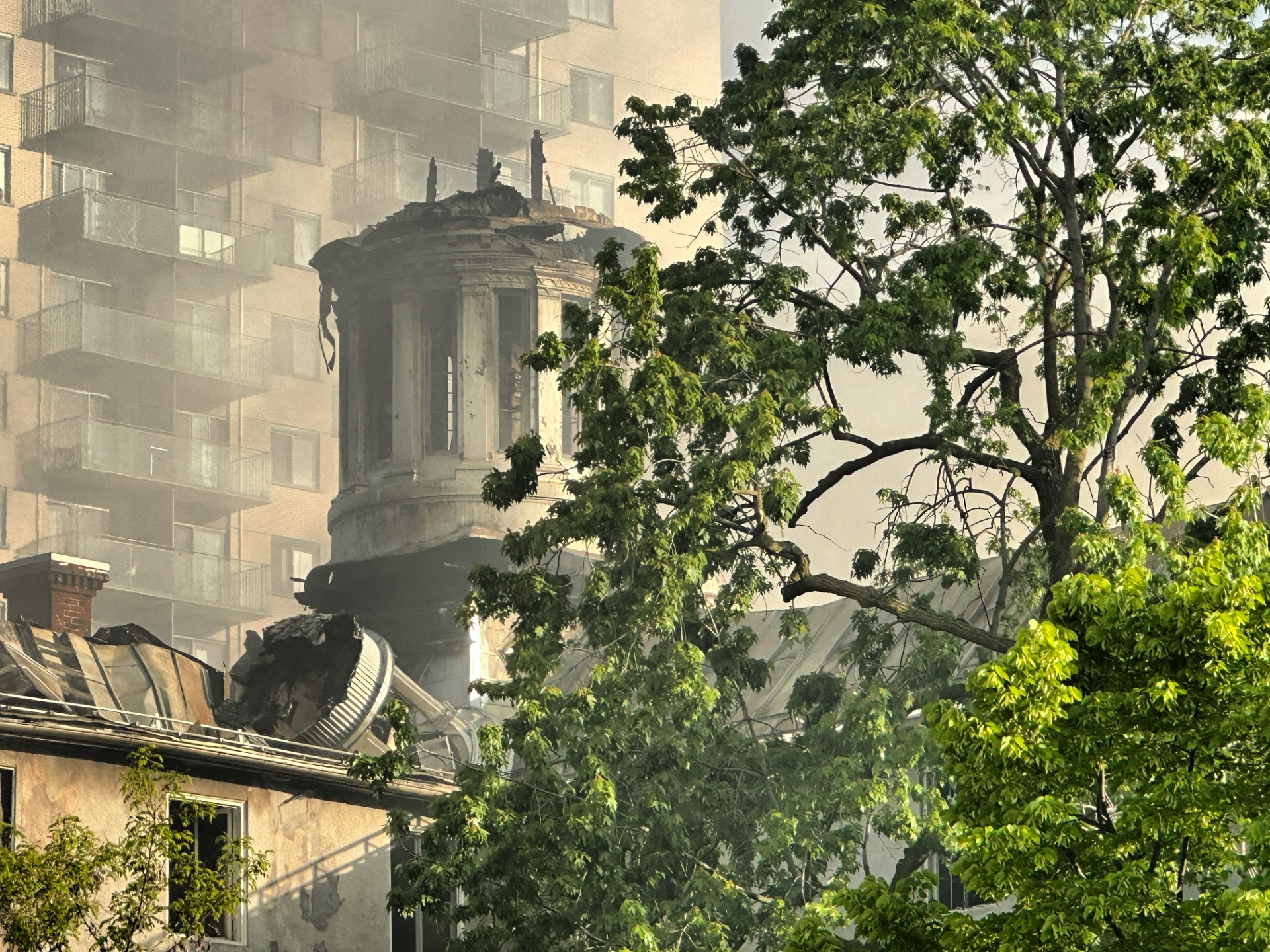
Photographie prise le 26 mai 2023, lendemain de l'incendie du Monastère du Bon-Pasteur.

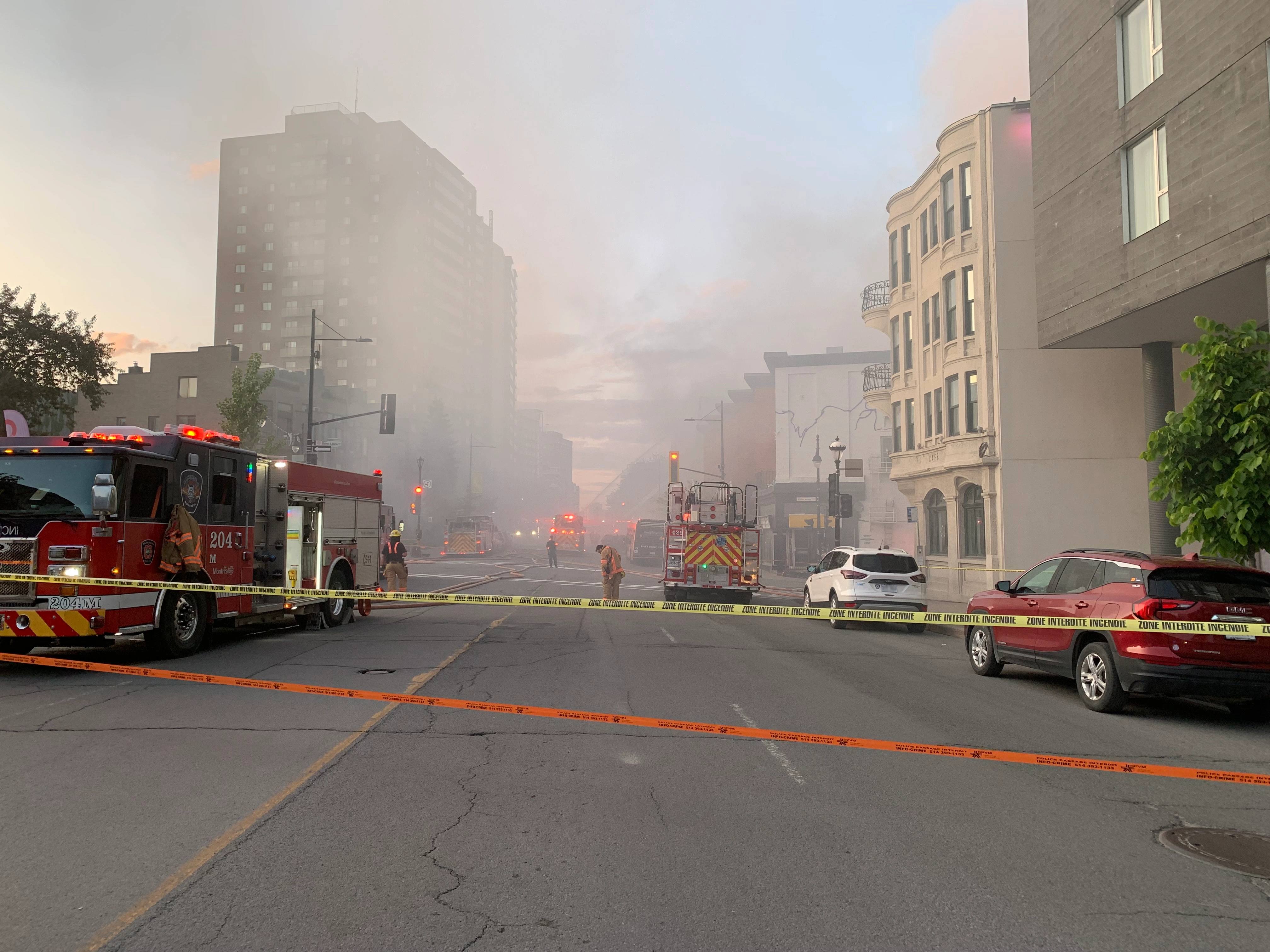
Ampleur de la fumée sur la rue Sherbrooke cinq heures après le début de l'incendie.

Le 25 mai 2023, vers 16 h 30, la Chapelle est touchée par un incendie majeur. Il  faut plus de 24 heures aux pompiers pour l'éteindre. Le 27 mai, une quinzaine de pompiers sont toujours sur place pour s'assurer que le feu ne reprend pas. L’inspection de la structure commence le même jour et les évacués reviennent récupérer leurs effets personnels. Le clavecin de 250 ans et d’autres instruments de musique sont aussi récupérés . Personne n’est porté disparu ou n’a été blessé dans l’incendie. 